# Troop Zero
Pour plus de détails, voir Fiche technique et Distribution.
Troop Zero est un film américain réalisé par le duo Bert et Bertie, sorti en 2019.

## Synopsis
En 1977, une petite fille marginale nommée christmas (McKenna Grace)
habitant en Georgie rêve de quitter sa
campagne. Quand un concours lui
offre la chance d'enregistrer une
chanson, elle monte un groupe de
fortune. Une grande amitié va alors naître entre les nouvelles partenaires.

## Fiche technique
- Titre : Troop Zero
- Réalisation : Bert et Bertie
- Scénario : Lucy Alibar
- Musique : Rob Lord
- Photographie : James Whitaker
- Montage : Catherine Haight
- Production : Todd Black, Jason Blumenthal et Steve Tisch
- Société de production : Amazon Studios, Big Indie Pictures et Escape Artists
- Société de distribution : Amazon Studios
- Pays :  États-Unis
- Genre : Comédie dramatique
- Durée : 94 minutes
- Dates de sortie : 
  -  États-Unis : 1er février 2019 (Festival du film de Sundance)
  - Amazon Prime Video : 17 janvier 2020

## Distribution
- Mckenna Grace : Christmas Flint (VF: Hannah Vaubien)
- Viola Davis : Miss Rayleen
- Jim Gaffigan : Ramsey Flint
- Allison Janney : Miss Massey
- Charlie Shotwell : Joseph
- Milan Ray : Hell-No Price (VF: Arielle Vaubien)
- Johanna Colón : Smash
- Bella Higginbotham : Anne-Claire
- Mike Epps : Dwayne Champaign
- Ashley Brooke : Piper Keller
- Ash Thapliyal : Persad
- Kai N. Ture : Ginger
- Kenneth Wayne Bradley : le père de Joseph
- Edi Patterson (en) : miss Aimee
- Maureen Brennan : miss Delilah
- Gwendolyn Mulamba : miss Penny
- Jecobi Swain : Ray-Ray

## Accueil
Le film a reçu un accueil partagé de la critique. Il obtient un score moyen de 59 % sur Metacritic.